# Kjell-Børge Freiberg

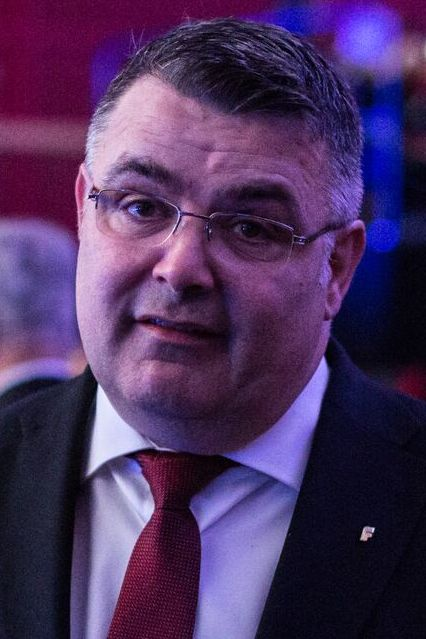
Kjell-Børge Freiberg, 2019

Kjell-Børge Freiberg (* 27. April 1971) ist ein norwegischer Politiker der konservativen Partei Høyre. Bis 2021 war er Mitglied der rechten Fremskrittspartiet (FrP). Von August 2018 bis Dezember 2019 war er der Öl- und Energieminister seines Landes, von 2017 bis 2021 war er Abgeordneter im Storting.

## Leben
Freiberg schloss eine Ausbildung an der staatlichen Fischereischule ab. Er arbeitete danach an bei einem Fischfutterproduzenten in Stokmarknes. Von 1995 bis 2015 war Freiberg Mitglied der Kommunalvertretung von Hadsel. In den Jahren 2007 bis 2015 war er dabei der Bürgermeister der Kommune und damit auch der erste Fremskrittspartiet-Bürgermeister in der Provinz Nordland.

### Staatssekretär und Stortingsabgeordneter
Unter Minister Tord Lien wurde Freiberg am 23. Oktober 2015 Staatssekretär im Öl- und Energieministerium. Er setzte diese Tätigkeit nach einem Ministerwechsel im Dezember 2015 weiter bis zum 21. Juni 2017 unter Terje Søviknes fort. Bei der Parlamentswahl 2017 zog er erstmals in das norwegische Nationalparlament Storting ein, nachdem er als Spitzenkandidat seiner Partei im Wahlkreis Nordland angetreten war. Freiberg wurde zunächst Mitglied im Wirtschaftsausschuss.

### Minister und Rückkehr ins Storting
Am 31. August 2018 wurde er als Nachfolger von Terje Søviknes zum Öl- und Energieminister in der Regierung Solberg ernannt. Er übte das Amt bis zum 18. Dezember 2019 aus. Seinen Posten übernahm seine Parteikollegin Sylvi Listhaug, deren ehemaliger Ministerposten an Søviknes ging. Freiberg verließ die Regierung. Als Grund wurde angegeben, es sei Wunsch seiner Partei gewesen, dass Søviknes als einer der stellvertretenden Parteivorsitzenden wieder in die Regierung zurückkehrte.
Nachdem er wegen seiner Regierungsmitgliedschaft sein Mandat im Storting hatte ruhen lassen müssen, kehrte Freiberg daraufhin wieder dorthin zurück. Er wurde im Januar 2020 Mitglied im Transport- und Kommunikationsausschuss und wechselte noch im selben Monat in den Gesundheits- und Fürsorgeausschuss. Im Oktober 2020 ging Freiberg in den Justizausschuss über.

### Rückzug aus der nationalen Politik
Im Vorfeld der Parlamentswahl 2021 gelang es Freiberg nicht, die Kampfabstimmung um den ersten Platz auf der Parteiliste in Nordland gegen Dagfinn Henrik Olsen zu gewinnen. Er wurde schließlich nicht als Kandidat für die Wahl nominiert. Er kündigte daraufhin an, sich nach der Wahl aus der Politik zurückzuziehen und er schied in der Folge nach der Wahl aus dem Storting aus. Im November 2021 wurde bekannt, dass Freiberg aus der Fremskrittspartiet ausgeschlossen worden ist. Grundlage des Parteiausschlusses sei gewesen, dass er angeblich ein internes Dokument an die Zeitung Dagens Næringsliv geleakt hätte.
Bei der Kommunalwahl 2023 kandidierte er als Bürgermeisterkandidat der Høyre in seiner Heimatkommune Hadsel und wurde anschließend zum Bürgermeister gewählt.

## Privates
Freiberg ist Mitglied der Freimaurer.